# Lidkvarvet
Lidkvarvet är ett berg i Antarktis. Det ligger i Östantarktis. Norge gör anspråk på området. Toppen på Lidkvarvet är 2 310 meter över havet.
Terrängen runt Lidkvarvet är varierad. Trakten är glest befolkad. Närmaste befolkade plats är Svea, 18,9 kilometer väster om Lidkvarvet. 